# Долбино (Владимирская область)
Долбино — деревня в Гусь-Хрустальном районе Владимирской области России, входит в состав Купреевского сельского поселения.

## География
Деревня расположена в 9 км на юго-восток от центра поселения Купреево и в 61 км на юго-восток от райцентра Гусь-Хрустального.

## История
В конце XIX — начале XX века деревня входила в состав Черсевской волости Меленковского уезда, с 1926 года — в составе Гусевского уезда. В 1859 году в деревне числилось 45 дворов, в 1905 году — 82 двора, в 1926 году — 123 двора.
С 1929 года деревня являлась центром Долбинского сельсовета Гусь-Хрустального района, с 1935 года — в составе Курловского района, с 1954 года — в составе Колпского сельсовета, с 1963 года — в составе Гусь-Хрустального района, с 2005 года — в составе Купреевского сельского поселения.  

## Население
| 1859 | 1905 | 1926 | 2002 | 2010 | 2021 |
| ---- | ---- | ---- | ---- | ---- | ---- |
| 316  | ↗481 | ↗659 | ↘330 | ↘323 | ↘256 |